# Club Patín Cuencas Mineras
 (août 2019).
 (septembre 2021).
Si vous disposez d'ouvrages ou d'articles de référence ou si vous connaissez des sites web de qualité traitant du thème abordé ici, merci de compléter l'article en donnant les références utiles à sa vérifiabilité et en les liant à la section « Notes et références ».
Le Club Patín Cuencas Mineras ou CP Cuencas Mineras est un club de rink hockey, situé dans la ville de La Pola en Espagne. 
Le club est connu pour son équipe féminine qui évolue au plus haut-niveau en Ok Liga féminine, mais le club possède aussi une équipe masculine. 

## Histoire
Le club est fondé en 2014 avec des joueurs venant du CP El Pilar, du CP Mieres et du CD Patinalón Les premiers matchs sont disputés au collège Sagrada Familia - El Pilar de Pola de Lena. Mais depuis 2018, afin de pouvoir respecter les normes de la fédération, le club utilise le pavillon de Visiola Rollán. 
Le 3 juin 2018, l'équipe féminine accède pour la première fois au championnat d'Espagne féminin de rink hockey a à l'issue des rencontres de barrages qui se sont déroulées à La Felguera. 

### Source de la traduction
- (es) Cet article est partiellement ou en totalité issu de l’article de Wikipédia en espagnol intitulé « Club Patín Cuencas Mineras » (voir la liste des auteurs).